# Carcolh
Œuvres principales
Le Carcolh (nouvelle de Laurent Pendarias)
Dead Landes (série)
Le Carcolh (lou carcolh en gascon) est un escargot monstrueux appartenant au folklore du département français des Landes et propre à la ville de Hastingues. Toutefois, les références à cette créature ne sont pas antérieures au début du XXe siècle.

## Présentation
La ville de Hastingues est une bastide fondée par les Anglais en 1289 sur un promontoire, ou « tuc » en gascon. Profitant de sa situation stratégique à l’abri des attaques liées à la Guerre de cent ans et à proximité des Gaves réunis, la ville développe bientôt un commerce fluvial florissant, s’enrichit et s’agrandit jusqu’à rivaliser avec sa voisine Peyrehorade.
Mais, selon la légende, le tuc, qui offre protection, renferme également une caverne qui abrite un Carcolh, escargot formidable et monstrueux, qui serait la cause du départ des habitants, poussés par la peur, et du dépeuplement de la cité. Cette légende est favorisée par la forme arrondie du promontoire, rappelant celle d'une coquille d'escargot.
Concernant le Carcolh, la Revue de Gascogne de 1903 évoque un « Escargot monstrueux qui a son gîte dans une vaste et sombre caverne au-dessus de laquelle est bâtie, d'après les traditions, la ville de Hastingues. « Au dire des plus anciens du pays, le coteau d'Hastingues est vide à l'intérieur. C'est une boursouflure du sol ; il n'y a qu'une couche solide de terre liée par une charpente de roches. Au-dedans, est une immense grotte qui, paraît-il, sert de repaire à un carcolh formidable qui vit là on ne sait comment ni depuis quand ». Ce qu'il y a de sûr, c'est que la bête immonde, sorte de long serpent visqueux et velu, surgit brusquement du trou, lorsqu'un imprudent s'y engage, l'enlace avec d'horribles tentacules, le happe dans sa coquille haute et profonde comme une maison, et n'en fait qu'une bouchée. Telle est du moins la conviction des indigènes » .
La légende raconte également qu’avant d’être pris par les Espagnols, les habitants cachèrent leurs trésors dans le sol. Les imprudents qui convoitèrent ces biens enfouis et se mirent à leur recherche tombèrent sur le Carcolh, qui les enlaça de ses tentacules et les attira à lui pour les digérer tranquillement.
Par le passé, les anciens de Hastingues avaient pour habitude de dire aux jeunes filles impressionnables : « Le Carcolh t'attrapera ».

## Inspirations
Le Carcolh est également le personnage principal de la nouvelle éponyme, de Laurent Pendarias, parue dans l'anthologie Créatures aux éditions La Madolière et chroniquée dans l'émission Rêves et cris n°35 sur la chaîne Nolife.
La série Dead Landes diffusée sur France 4 en 2016 intègre également le mythe de Lou Carcolh, avec d'étranges documents qui évoquent une secte, l'ordre de Lou Carcolh, des spirales dessinées un peu partout dans les décors, et d'étranges scientifiques faisant des recherches sur cette secte.

### Sources
1. ↑  Voir la liste des bastides
2. ↑  Société historique de Gascogne 1903
3. ↑  Jean Peyresblanques, Contes et légendes des Landes, David Chabas, 1977, 201 p.
4. ↑  (en) Carol Rose, Giants, Monsters, and Dragons : An Encyclopedia of Folklore, Legend, and Myth, W. W. Norton & Company, novembre 2001, 428 p. (ISBN 0-393-32211-4)
5. ↑  Collectif, Créatures : anthologie, Paris, La Madolière, 2013, 223 p. (ISBN 978-2-917454-24-4)
6. ↑  « #35 Yves Grevet | Rêves et Cris | noco »(Archive.org • Wikiwix • Archive.is • Google • Que faire ?), sur noco (consulté le 10 novembre 2015).
7. ↑  « dead landes », sur francetvpro.fr, 15 novembre 2016 (consulté le 19 décembre 2016).